# Uloborus guangxiensis
Uloborus guangxiensis là một loài nhện trong họ Uloboridae.
Loài này thuộc chi Uloborus. Uloborus guangxiensis được miêu tả năm 1989 bởi Zhu, Sha & Jun Chen.